# Umiak

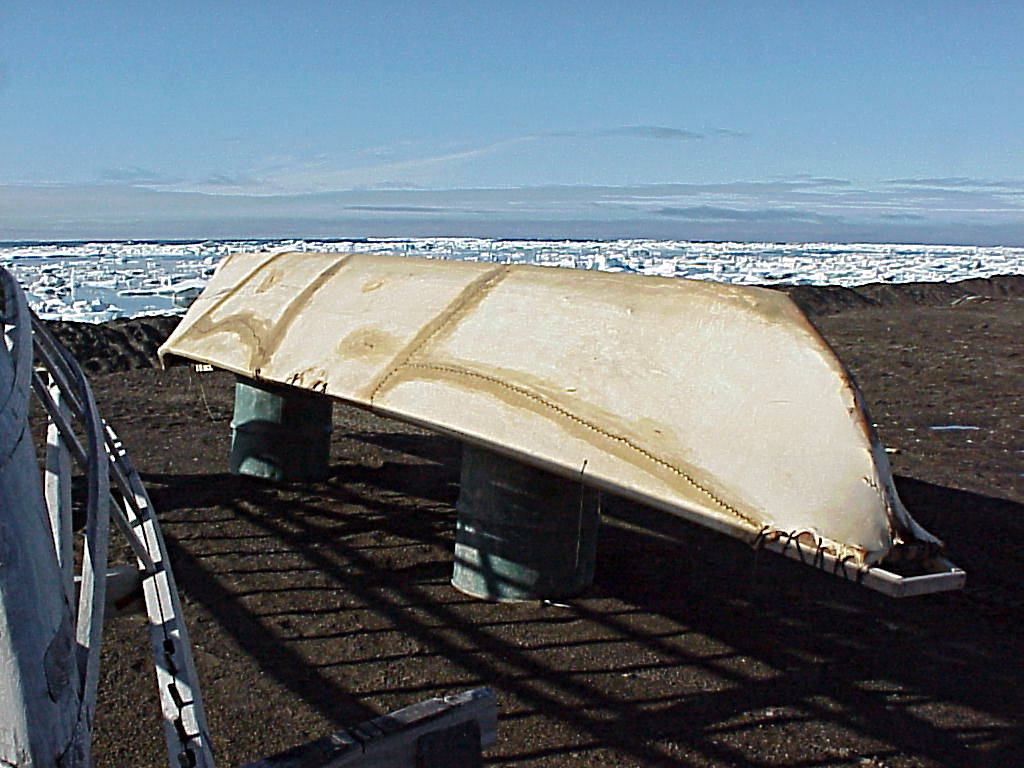
Egy umiak az alaszkai Barrow-ban

Az umiak, umialak, umiaq, umiac, oomiac vagy oomiak jupik és inuit eszkimók által használt csónak. Már a proto-inuit Thule kultúra időszakában (a 11. századtól) megjelent, egykor Szibériától Grönlandig minden északi sarkvidéki partszakaszon megtalálható volt. Az umiakot a vadászterületek közötti költözésre, helyenként pedig bálnavadászatra is használták.

## A név jelentése
Az umiak szó jelentése 'női csónak, a nők csónakja'. Az északi sarkvidék keleti területein az umiakkal ritkábban vadásztak, inkább a nők, a gyermekek és a család ingóságai utaztak benne a vadászterületek közötti költözködés során (a férfiak kajakjaikban követték őket). A szó jelentése azóta bővült: modern inuit szótárak, mint a Ronald Lowe szerkesztette Kangiryuarmiut Uqauhingita Numiktittitdjutingit és az Inuinnaqtun English Dictionary már a 'csónak, hagyományos bőrcsónak, vagy bármilyen más csónak' meghatározást közlik.

## Készítése és használata
Az umiak váza összekötözött és összeszegelt hordalékfából vagy bálnacsontból készül, néha agancsokat vagy elefántcsontot is tartalmaz. A vázra rozmár vagy szakállas fóka bőrét feszítik, majd száradni hagyják. Végül a bőrt valamilyen (általában fókából nyert) olajjal kezelik, hogy vízhatlan legyen. Egy átlagos umiakhoz nagyjából hét egész rozmár- vagy fókabőr szükséges. A bőrök 2-3 évig tartanak, ugyanaddig, mint egy hasonló körülmények között használt alumíniumcsónak borítása. Vadászok továbbra is szívesebben használják az umiakot, mert a bálnák a fémtestű csónakok zaját könnyebben észreveszik, ráadásul ezek javítása nehezebb és hosszabb is ideig tart.
Az umiak hossza 6 és 10 méter között változik – Hans Egede, egy norvég-dán misszionárius 1721-ben Grönlandon járva azonban 18 méter hosszúakat is látott –, szélessége a közepén 1,5-2 méter. Egy átlagos nagyságú csónakban 10-15 fő fér el. Könnyűségét mutatja, hogy a parton akár hatan is tudják vinni.
Az umiakot a nők evezőlapátokkal, a férfiak inkább kenuevezőkkel hajtották, néha fókabelsőségekből készített vitorlát is használtak, a 20. századtól pedig már motort is szereltek rá.

## Fordítás
- Ez a szócikk részben vagy egészben  az   Umiak című angol Wikipédia-szócikk ezen változatának fordításán alapul.  Az eredeti cikk szerkesztőit annak laptörténete sorolja fel. Ez a jelzés csupán a megfogalmazás eredetét és a szerzői jogokat jelzi, nem szolgál a cikkben szereplő információk forrásmegjelöléseként.